# Orimarga peregrina
Orimarga peregrina är en tvåvingeart som beskrevs av Enrico Adelelmo Brunetti 1912. Orimarga peregrina ingår i släktet Orimarga och familjen småharkrankar. Inga underarter finns listade i Catalogue of Life.